# Partido Democrático (Brasil)
El Partido Democrático fue un partido político brasileño de carácter estadual fundado por disidentes del Partido Republicano Paulista (PRP) el 24 de febrero de 1926 durante la República Velha. Su manifiesto fue suscrito por 599 ciudadanos. Su primer presidente fue el conselheiro Antônio da Silva Prado, antiguo político de la época imperial, y entre sus miembros predominaban hacendados y profesionales liberales. 
Durante la Revolución de 1930 en la que apoyó a Getúlio Vargas a pesar de su origen paulista y, en la Revolución Constitucionalista de 1932 se unió al Partido Republicano en el "Frente Único" para exigir el fin del Gobierno Provisional de Vargas y una nueva constitución. En 1934, el partido aprobó su fusión en el Partido Constitucionalista de São Paulo.